# P.S.アイ・ラヴ・ユー
「P.S.アイ・ラヴ・ユー」（ピーエス・アイ・ラヴ・ユー、P.S.I Love You）は、ビートルズの楽曲である。1962年10月5日にパーロフォンよりデビュー・シングル『ラヴ・ミー・ドゥ』のB面曲として発売された。レノン＝マッカートニー名義となっているが、ポール・マッカートニーによって書かれた楽曲。シングルのB面曲として発売されたのち、1963年に発売された1作目のイギリス盤公式オリジナル・アルバム『プリーズ・プリーズ・ミー』にも収録され、その後アメリカで発売された『Introducing...The Beatles』やキャピトル編集盤『ジ・アーリー・ビートルズ』、ビートルズ解散後に発売されたコンピレーション・アルバム『ラヴ・ソングス』にも収録された。

## 背景・曲の構成
ポール・マッカートニーは、ドイツのハンブルクに滞在していた1962年春に「P.S.アイ・ラヴ・ユー」を書いた。歌詞の内容からマッカートニーが当時の彼女であるドット・ローヌに宛てて書いた曲と解釈されることもあるが、マッカートニーは「手紙をテーマした歌…大半は僕が書いたよ。あまりジョンの手は借りなかったと思う。テーマにしやすいものはいくつかあって、手紙はその一つ。でも別に実際の出来事じゃないし、ましてやハンブルクのガールフレンドに宛てたものでもない。そう考える人もいるみたいだけどね」と否定している。
本作にジョン・レノンは、「ポールの曲。シュレルズの『ソルジャー・ボーイ』みたいな曲を書こうとしていたんだろう。ドイツにいた時だったか、ハンブルクに行こうとしていた時につくった。僕も何か手を加えたかもしれないけど、よく覚えてないや。基本的にポールの曲だ」と語っている。
バックボーカルを担当するジョンは、各小節の歌い出しのみを強調するボーカルを試みている。

## レコーディング・リリース
シングルやアルバムに収録された「P.S.アイ・ラヴ・ユー」には、1962年9月11日にEMIレコーディング・スタジオでレコーディングされたテイクが使用された。プロデューサーのジョージ・マーティンは、6月のセッションでドラミングに満足しなかったことから解雇したピート・ベストの代わりに、セッション・ドラマーのアンディ・ホワイトを起用。1962年9月4日のデビュー・シングルのためのセッション時点で、既にベストの後任としてリンゴ・スターが加入していたが、マーティンはこのことを認知していなかった。本作のレコーディングではホワイトがドラムを演奏し、スターはマラカスを演奏している。
本作をシングルA面曲として発売することも考えられたが、1934年にビリー・ホリデイによって同名の楽曲が発表されていた関係から、B面曲として発売することとなった。B面曲ながら、Billboard Hot 100では最高位10位を記録している
1962年10月25日、11月27日、1963年6月25日のBBCセッションで本作が演奏された際には、スターがドラムを担当しており、これらの音源はそれぞれBBCラジオの番組『Here We Go』、『Talent Spot』、『Pop Go the Beatles』で放送された。このうち1963年6月25日の演奏が、2013年に発売された『オン・エア〜ライヴ・アット・ザ・BBC Vol.2』に収録された。

## クレジット
※出典
- ポール・マッカートニー - ボーカル、ベース
- ジョン・レノン - アコースティック・ギター（リズムギター）、バッキング・ボーカル
- ジョージ・ハリスン - アコースティック・ギター、バッキング・ボーカル
- リンゴ・スター - マラカス
- アンディ・ホワイト - ドラム
- ノーマン・スミス - エンジニア

## カバー・バージョン
ポール・マッカートニーは、1986年から1987年に行なった『リターン・トゥ・ペパーランド』（未発表）のセッション時に「ラヴ・ミー・ドゥ」とマッシュアップした「P.S.ラヴ・ミー・ドゥ」（P.S. Love Me Do）を録音。この時に録音された演奏は、1990年に発売された来日記念盤『フラワーズ・イン・ザ・ダート・スペシャル・パッケージ』に収録された。1989年から1990年にかけて行なわれたワールド・ツアーで演奏され、当時のライブ音源は1991年に発売されたマキシシングル『バースデー』に収録された。